# 텍트로닉스 4010
텍트로닉스 4010(영어: Tektronix 4010) 시리즈는 텍트로닉스가 개발한 저장관 기술을 기반으로 한 텍스트 및 그래픽 단말기 제품군이었다. 1970년대에 여러 제품이 출시되었으며, 가장 잘 알려진 것은 11인치 4010과 19인치 4014였고, 덜 인기 있는 25인치 4016도 있었다. 이들은 1970년대와 1980년대 초에 컴퓨터 지원 설계 시장에서 널리 사용되었다.
4000 시리즈는 IBM 2250과 같은 이전 그래픽 단말기보다 훨씬 저렴했는데, 저장관 화면에 디스플레이를 유지하는 데 추가 전자 장치가 필요 없었기 때문이었다. 화면에 그려진 이미지는 의도적으로 지우기 전까지 남아 있었다. 이는 1970년대에 비쌌던 이미지를 저장하는 주기억장치가 필요 없게 했다.
이 디스플레이 시리즈는 1980년대에 저렴한 그래픽 워크스테이션이 등장할 때까지 인기를 유지했다. 이러한 새로운 그래픽 워크스테이션은 래스터 디스플레이와 전용 프레임버퍼를 사용했으며, 반도체 메모리 칩이 현저히 저렴해지면서 더욱 저렴해졌다.

## 역사

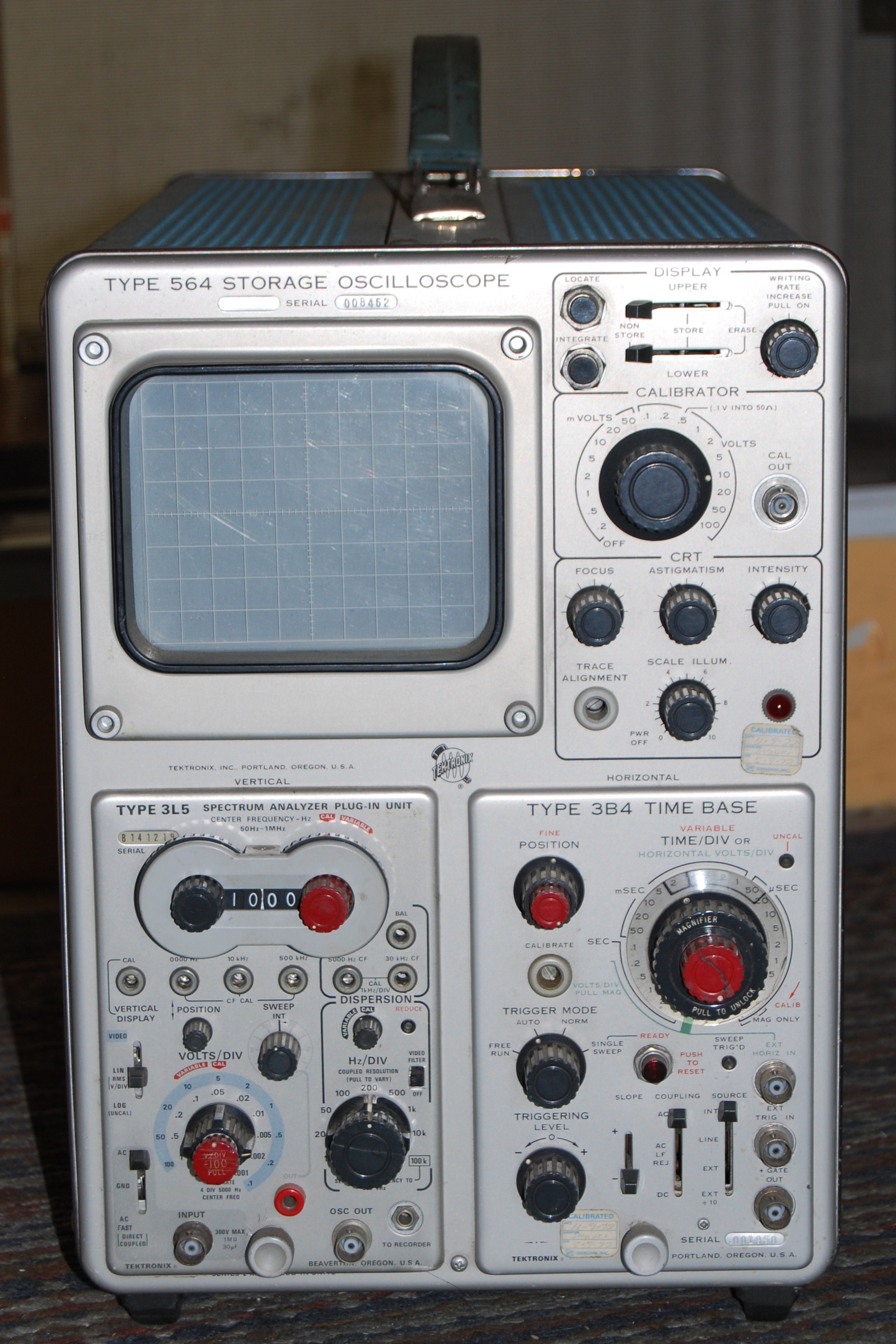
텍트로닉스 564 오실로스코프는 401x 시리즈 그래픽 컴퓨터 디스플레이의 기본 기술과 동일한 기술을 사용했다.

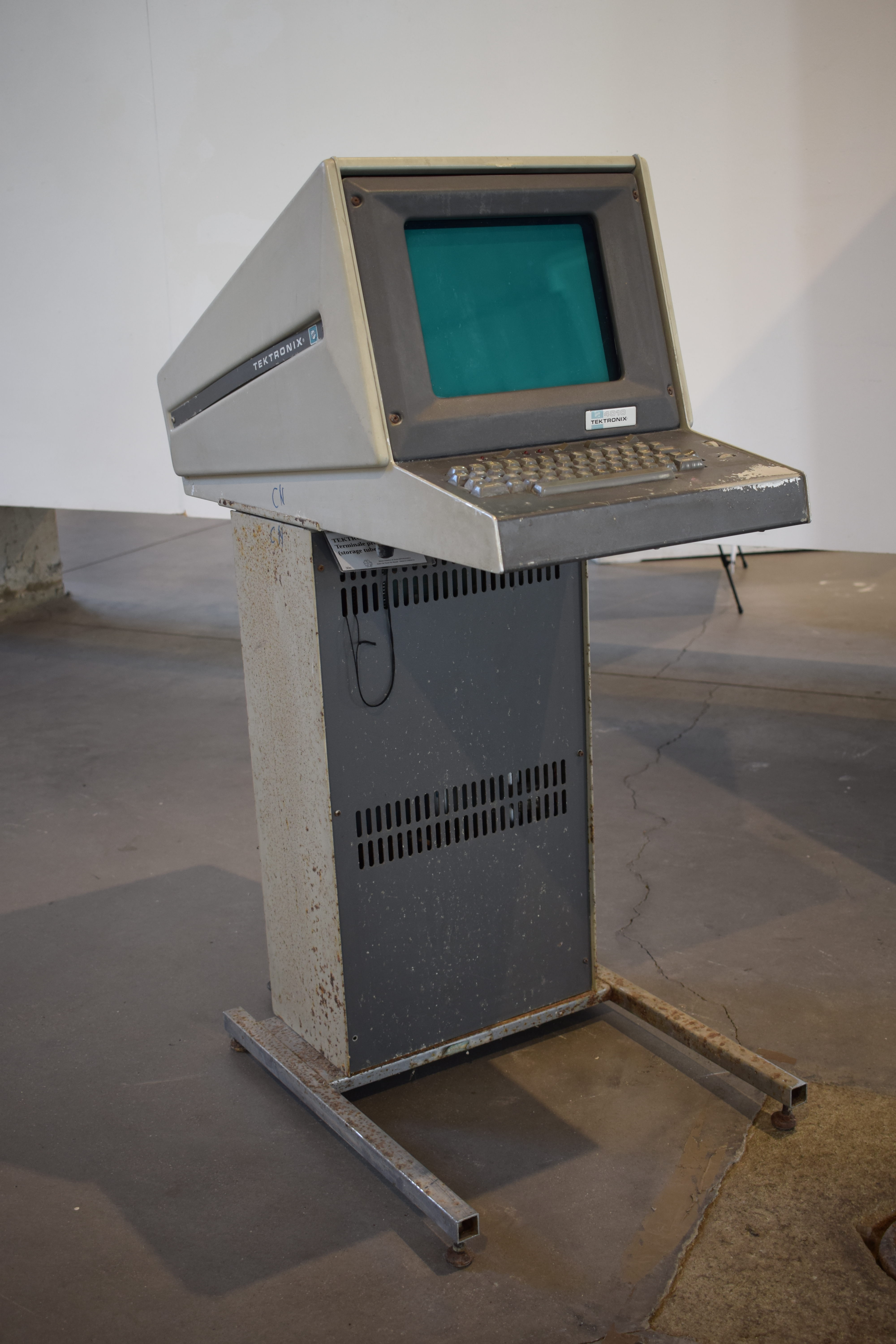
텍트로닉스 4010은 회사의 컴퓨터 단말기 시장 첫 진출작이었다.

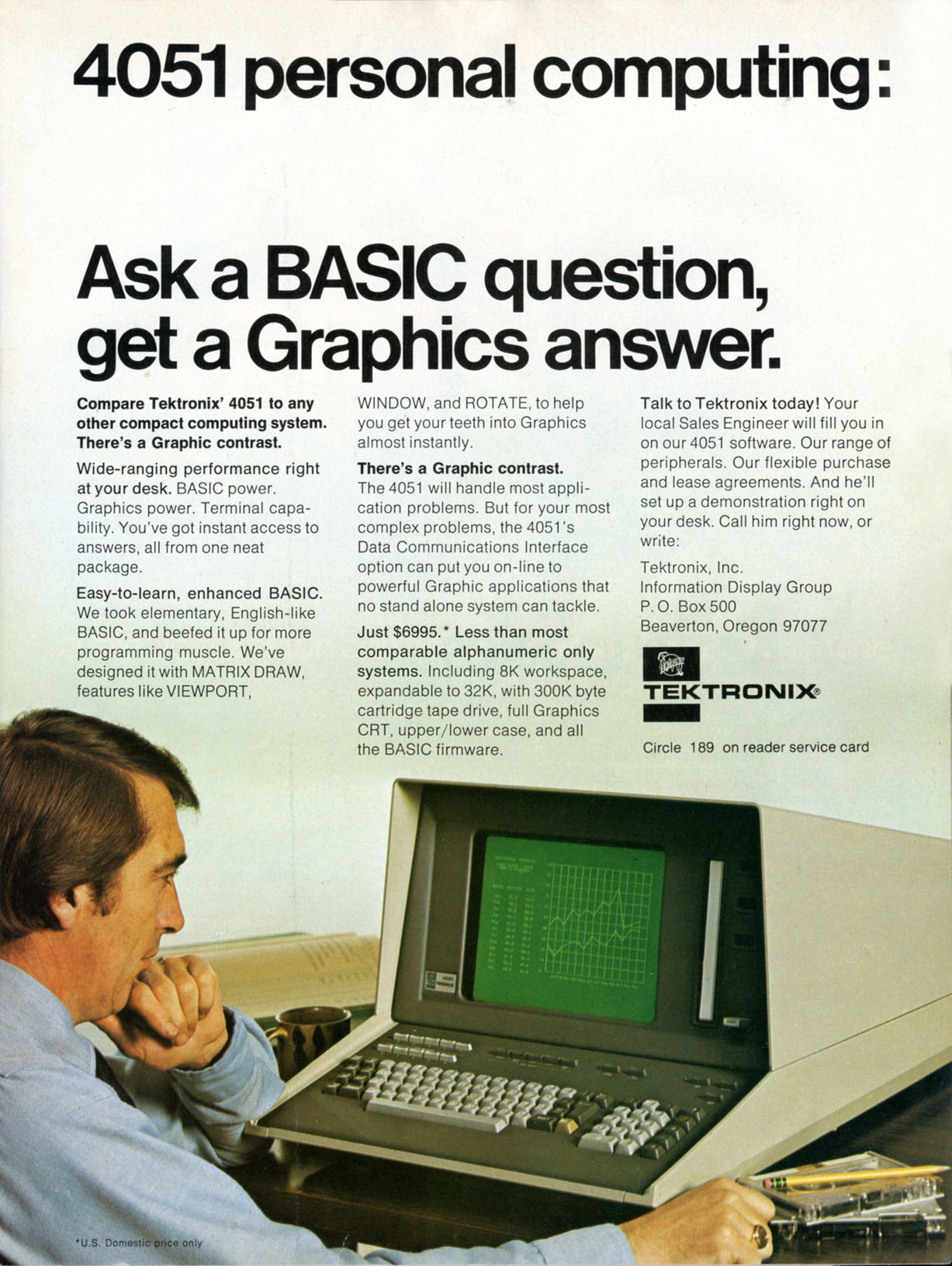
텍트로닉스 4051

텍트로닉스의 직접 보기 이중 안정성 저장관은 1963년 텍트로닉스 564 오실로스코프에서 처음 사용되었으며, 1968년 601 모니터에서 오실로스코프가 아닌 응용 분야에 처음 사용되었다. 이 튜브와 600 시리즈의 다른 튜브를 기반으로 한 여러 그래픽 단말기가 개발되었는데, 여기에는 MIT의 Project MAC에서 개발한 Advanced Remote Display Station과 11인치 대각선 611을 사용하는 디지털 이큅먼트 코퍼레이션의 KV8I(나중에 KV8E)가 포함되었다. 이 디스플레이는 CRT와 관련 기본 전자 장치로만 구성되었다. CRT 신호를 직접 구동하여 디스플레이를 생성하는 것은 호스트 컴퓨터의 소프트웨어에 달려 있었다.
텍트로닉스는 직접 단말기 시장에 진출하기로 결정하고 1969년에 4002를, 1971년에는 업데이트된 4002A를 출시했다. 4002A는 1973년에 $9,400에 판매되었고, $150의 호스트 어댑터가 필요했다. 이들은 이전의 타사 단말기와 유사했는데, 본질적으로 저장관 중 하나를 호스트의 지침을 디코딩하여 제어 입력으로 변환하는 데 필요한 회로와 결합한 것이었다. 그러나 4002는 화면의 일부만 저장관이고 작은 섹션은 일반 재생 기반 그리기를 위해 따로 설정되어 있다는 독특한 기능을 가지고 있었다. 이 영역은 상태 메시지와 명령 입력에 사용되었다. 래스터 스캔 하드웨어 또는 어떤 형태의 메모리도 포함하지 않았기 때문에, 이 영역을 깜빡임을 줄일 만큼 충분히 빠르게 새로 고치는 것은 호스트 컴퓨터에 달려 있었다.
1972년부터 4002는 4010으로 대체되었다. 여러 가지 변경 및 간소화를 통해 훨씬 저렴해졌는데, 초기에는 1973년에 $3,950, 호스트 어댑터는 $290에 출시되었다. 4010 시리즈의 다른 모델로는 소문자를 추가한 4012와 APL 문자 세트를 가진 4013이 있었다. 이들은 기본 모델 4010에도 추가할 수 있는 플러그인 보드를 사용하여 구현되었다. 1980년대에는 내장 RS-232 포트와 여러 기능이 없는 버전이 4006으로 출시되었는데, 이는 책상에 맞을 만큼 작았고 1980년에 $2,995에 판매되었다.
4014는 1974년에 $8,450에 라인업에 합류했으며, 더 큰 19인치 화면과 더 인체공학적인 레이아웃을 도입했다. 또한 다양한 새로운 기능이 있었는데, 이는 많은 환경에서 훨씬 더 효과적이었고 특히 컴퓨터 지원 설계(CAD) 용도로 보편화되었다. 업그레이드된 기능이 너무 널리 사용되어 4014 시리즈는 때때로 4010과 별도의 라인으로 간주되거나, 또는 전체 제품군의 캐노니컬 모델로 간주되기도 한다. 4015는 4013의 APL 문자 세트 카드를 가진 4014였다. 1979년에 도입된 4016은 25인치 화면과 훨씬 더 큰 튜브를 위한 공간을 제공하기 위한 다소 다른 기계적 레이아웃을 가진 버전이었다. 훨씬 더 비쌌으며, 기본 모델은 1980년에 $19,500 (equivalent to $61,249 in 2022)에 판매되었다.
이 모델들 중 일부 또는 전체에서 작동하는 다양한 주변기기가 있었다. 4010과 함께 도입된 첫 번째 라인에는 초기 그래픽 프린터인 4610 하드카피 유닛이 포함되었다. 이 프린터는 모니터의 시스템을 사용하여 디스플레이를 한 줄씩 스캔했고, 이는 프린터로 신호를 보내 한 줄 높이의 CRT가 감열지에 이미지를 복제하도록 했다. 일반적으로 $3,550에 판매되었지만, $3,950 버전은 프린터를 네 대의 단말기에서 공유할 수 있게 했다. 프린터 어댑터는 4010에 사전 설치될 수 있었으며, 이는 4010-1이 되었다. 4012와 4013에는 사전 설치되었지만 이를 나타내는 -1 표기법은 사용하지 않은 것으로 보인다. 4631은 시트 피더와 더 빠른 속도를 가진 4610 버전이었다.
적절한 장비를 갖춘 4014는 확장 카드를 통해 펜 플로터를 구동할 수도 있었는데, 여기에는 GPIB 기반의 4662 대화형 디지털 플로터와 4663 C-크기 버전이 포함되었다. 플로터는 색상 펜 선택을 통해 색상 그래픽 출력을 제공했으며, 이는 그래픽 데이터에 포함될 수 있었다.
저장을 위해 시스템은 호스트로부터 받은 문자 데이터 스트림을 기록하여 로컬에서 재생하여 디스플레이를 재현할 수 있었다. 저장 옵션으로는 4911 천공 테이프, Sykes TT120 메커니즘을 기반으로 하는 카세트 테이프를 사용하는 4912, 그리고 나중에 3M DC300 디지털 테이프 시스템을 기반으로 하는 4923이 추가되었다.
라인업의 다른 장치로는 4901 및 4903 대화형 그래픽 유닛이 있었는데, 이는 4002에 십자선을 그렸다(이 기능은 이후 모델에 내장됨). 그리고 4951 조이스틱이 있었다. 이 하드웨어를 통해 사용자는 디스플레이의 어떤 지점이든 선택하고 해당 좌표를 컴퓨터에 입력하여 CAD 시스템을 지원할 수 있었다.

4010 시리즈는 두 가지 자체 호스팅 시스템의 기반으로도 사용되었다. 텍트로닉스 4050 시리즈는 4010 또는 4014에 내부 프로세서와 DC300 테이프 장치를 사용하여 간단한 데스크톱 유닛을 생산했다. 세 가지 모델이 있었는데, 8비트 프로세서를 사용한 원래 4010 기반의 4051, 16비트 프로세서를 사용한 4052, 그리고 4014 화면과 4052 로직을 결합한 4054였다. 4081은 인터데이터 7/16 미니컴퓨터가 사무실 책상에 내장된 버전으로, 사용이 제한적이었다. 텍트로닉스는 기본 저장관을 OEM에게 계속 판매했는데, 19인치 버전은 GMA101 및 102(전자는 약 두 배 빠른 그리기 속도를 제공), 25인치 버전은 GMA125였다.
텍트로닉스는 또한 PLOT10이라는 포트란 그래픽 소프트웨어 루틴 세트를 판매했는데, 이는 숫자 목록과 같은 간단한 입력을 차트와 같은 그래픽 디스플레이로 변환했다. 또 다른 일반적인 해결책은 4010에서 실행되도록 개조된 DISSPLA 소프트웨어 시스템이었다.
단말기로 그래픽을 보내는 명령 형식은 매우 간단했으며, 곧 다른 여러 단말기 공급업체에서 복사되었다. 그래픽 정보를 인코딩하는 이 사실상 표준은 나중에 래스터 스캔 디스플레이를 사용하는 기존 비디오 단말기로 포팅되었지만, 이들은 일반적으로 4010의 절반 정도의 낮은 해상도를 제공했다. 이러한 에뮬레이션 중 일부는 텍트로닉스 4105 래스터 스캔 단말기의 색상 코드도 이해했으며, 이는 원래 4010 명령 세트에 색상을 추가했다. 이 그래픽 데이터 표준은 오늘날에도 새로운 단말기에서 계속 에뮬레이션되고 있다. NCSA Telnet 및 Xterm은 4014를 에뮬레이션할 수 있다(xterm -t).

## 작동 원리

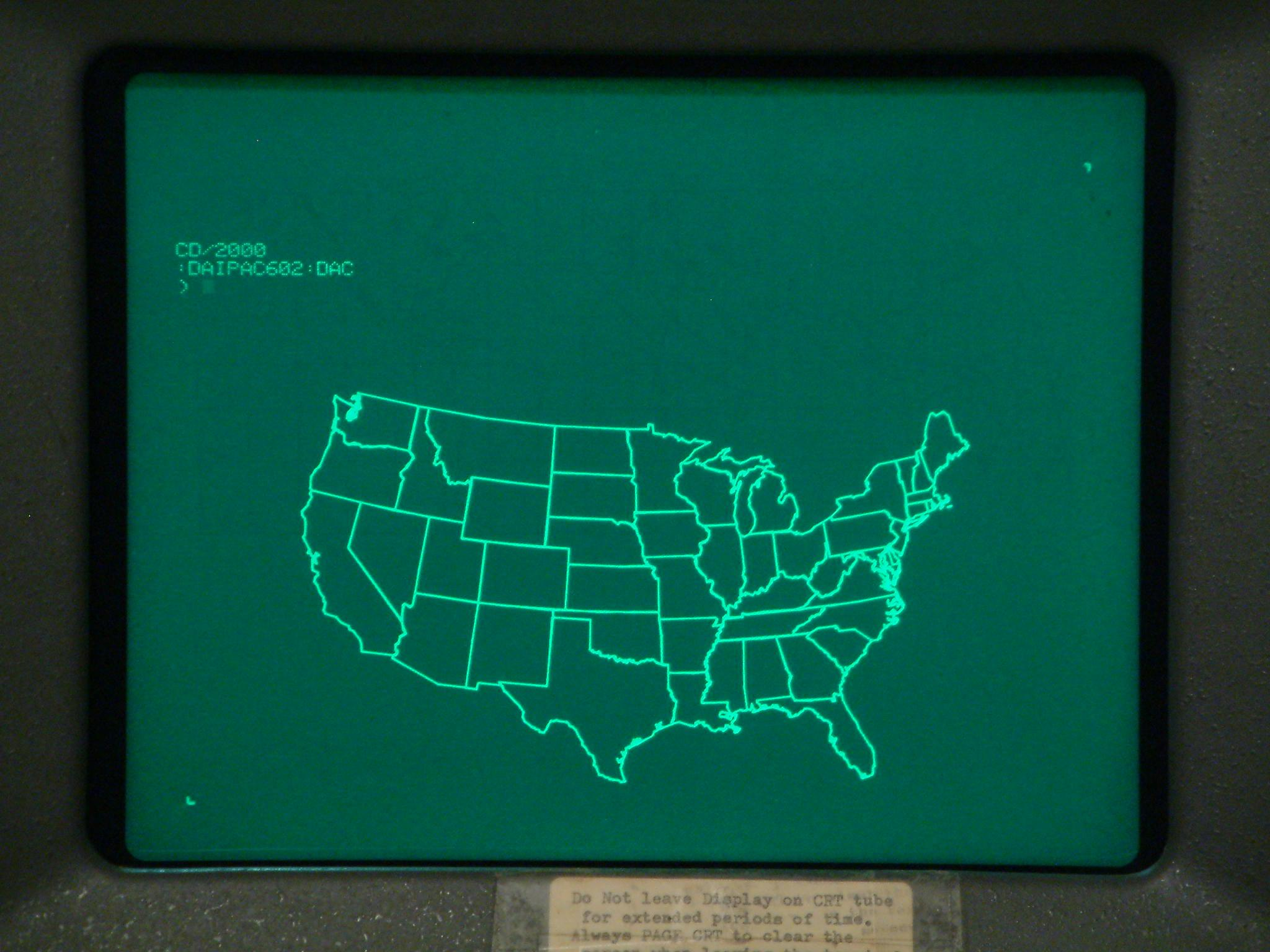
텍트로닉스 4010에 표시된 미국 본토 지도. 디스플레이 베젤 하단의 타이핑된 메모는 번인을 경고한다.

일반적인 현대 비디오 디스플레이는 시간의 단일 스냅샷을 나타내는 일련의 이미지 또는 프레임으로 구성된다. 프레임이 충분히 빠르게 업데이트되면 이미지의 변화가 연속적인 움직임의 환상을 제공한다. 컴퓨터 디스플레이는 이미지가 일반적으로 장시간(예: 텍스트 페이지) 정적 상태로 유지되므로, 당시 사용 가능한 텔레비전 디스플레이에 비해 정지된, 더 정밀하고 깜빡임 없는 이미지를 필요로 했다. 현대적인 해결책은 각 업데이트 사이에 이미지를 저장하기 위해 추가 하드웨어 및 주기억장치를 사용하는 것인데, 이 메모리 섹션을 프레임버퍼라고 한다.
1960년대에는 코어 기반의 메모리가 매우 비쌌으며, 일반적으로 비트당 달러 또는 센트 단위로 가격이 책정되었다. 솔리드 스테이트 메모리는 훨씬 더 비쌌으며, 데이터 처리 하드웨어에서 소수의 고속 작업 저장 레지스터에만 사용될 수 있었다.
80열 25줄의 7비트 ASCII를 사용하는 텍스트 화면을 저장하려면 80 × 25 × 7 bits = 14000 bits가 필요하여 단말기 가격이 엄청나게 비싸졌다. 단말기가 그래픽을 표시해야 한다면 비용은 훨씬 더 많이 들었다. 예를 들어, 1024 by 768 해상도에서 1비트 점(켜짐/꺼짐)을 지원하는 그래픽 단말기는 1024 × 768 × 1 bit = 786432 bits의 메모리를 필요로 했으며, 이는 연결된 컴퓨터 가격보다 비쌌을 것이다. 필요한 메모리 양을 줄이는 한 가지 해결책은 이미지를 점이 아니라 직선 "벡터"로 표현하는 것이었다. 이 경우 끝점만 메모리에 저장하면 되고, 추가 하드웨어가 그 사이를 그려서 디스플레이를 생성한다. 같은 1,024 해상도 공간 내의 좌표는 10 bits(210)를 필요로 하므로, 디스플레이가 총 1000개의 벡터를 담을 수 있다면 1000 vectors × 2 ends × 2 coordinates per end (X and Y) × 10 bits = 40000 bits가 필요하다. IBM 2250 그래픽 단말기는 이 해결책을 사용했으며, 1970년에 $280,000 (equivalent to $1,865,947 in 2022)에 판매되었다.
텍트로닉스는 원래 1950년대 후반에 오실로스코프 디스플레이에 이미지를 저장하는 방법으로 저장관을 개발했지만, 동일한 시스템은 이미 레이더 디스플레이에도 사용되었다. 기본 개념은 기존 CRT 레이아웃을 사용했지만, 두 세트의 전자총을 사용했다. 하나는 플러드 건(flood gun)으로, 화면 전체를 덮는 저에너지 전자를 지속적으로 흘려보내 희미하게 빛나게 했다. 두 번째 소스인 쓰기 건(write gun)은 흑백 TV의 일반 총과 유사했으며, 전자기 코일을 사용하여 기존 방식으로 디스플레이 표면에서 빔이 움직이도록 했다.
그러나 이 쓰기 건은 정상보다 높은 에너지로 설정되었다. 빔이 화면에 부딪히면 광전자 방출이라는 효과를 일으켜 발광하는 형광체에서 전자를 방출하여 디스플레이 전면으로 향하게 했고, 그곳에서 얇고 투명한 전극에 의해 전자가 배출되었다. "기록된" 형광체 패치는 이제 정상보다 적은 전자를 포함하여 주변에 비해 양전하를 띠게 되었다. 이로 인해 플러드 건의 더 많은 전자가 해당 지점으로 계속 끌어당겨져 중간 강도의 빛을 계속 방출하게 되었다. 따라서 복잡한 이미지는 사용자가 이미지를 볼 수 있게 하는 동일한 발광 형광체에 "저장"될 수 있었다.

## 디스플레이 기능 및 한계

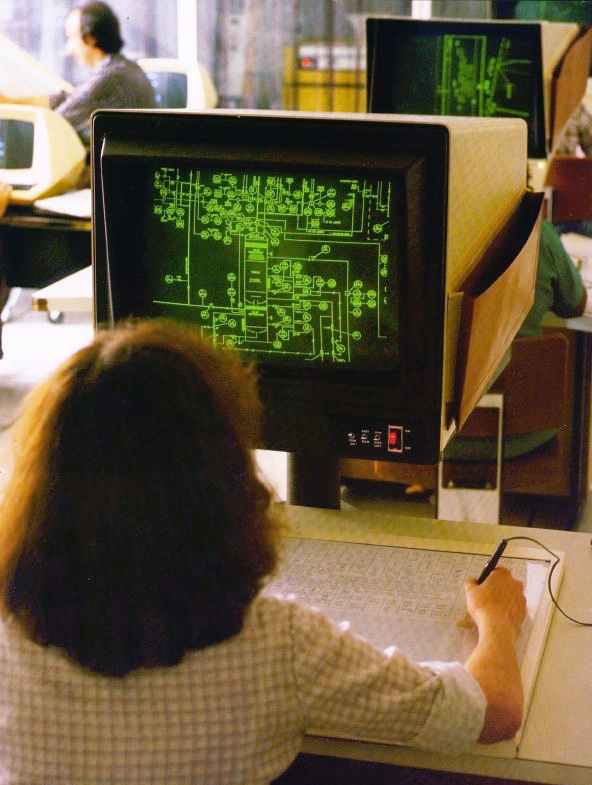
1979년경 컴퓨터비전의 CAD 시스템, 텍트로닉스 19인치 저장관 사용. 화면 전체에 희미하게 빛나는 배경은 저장관 디스플레이 기술의 특징이다.

이 기술을 사용하는 디스플레이는 복잡한 선과 패턴으로 화면을 "그리면서" 빠르게 움직이는 고에너지 쓰기 건 빔의 밝은 섬광으로 즉시 식별할 수 있었다. 저장된 이미지는 전체 디스플레이 화면의 특징적인 희미한 배경 빛보다 더 밝게 빛났다. 디스플레이는 항상 흑백이었으며, "CRT 녹색"의 세 가지 다른 밝기로 표시되었다.
저장관 기술은 번인에 취약했는데, 저장된 이미지를 계속 비추는 전자의 흐름이 장시간에 걸쳐 발광 형광체를 점진적으로 저하시켰기 때문이었다. 디스플레이 저하 속도를 줄이기 위해 하드웨어는 화면에서 일정 시간 동안 활동이 없으면 전자 빔을 끄도록 설계되었다. 소프트웨어 화면 보호기 프로그램은 저장관 디스플레이 화면을 이미지 번인으로부터 보호하는 데 유용하지 않았다.
또한, 복잡하고 정밀한 이미지는 형광체에 저장된 전하가 원래 위치에서 천천히 이동하고 확산되면서 점진적으로 더 확산되고 흐려졌다. 이 점진적인 흐려짐을 수정하는 유일한 방법은 전체 화면을 지우고 다시 그리는 것이었다.
디스플레이 튜브 자체가 이미지를 저장했기 때문에 어떤 종류의 보조 그래픽 메모리도 필요 없었으며, 이는 단말기 비용을 크게 낮췄다. 4010은 3,950달러로, IBM의 경쟁 그래픽 디스플레이보다 거의 두 크기 정도 저렴했다. 이는 매우 복잡하고 상세한 컴퓨터 그래픽을 훨씬 더 많은 사람들이 실용적으로 사용할 수 있게 했다. 텍트로닉스 접근 방식은 또한 표시할 수 있는 벡터 수에 제한이 없다는 장점이 있었다. 복잡한 이미지에 계속 추가할 수 있었던 반면, IBM 단말기와 같은 해결책은 디스플레이에서 새로 고칠 수 있는 벡터 수가 제한적이었다. 컴퓨터비전과 같은 회사에서 만든 초기 CAD 시스템은 그래픽 저장 기능을 최대한 활용하여 성가신 깜빡임 없이 임의로 복잡한 디자인을 표시할 수 있었다.
저장관의 가장 큰 단점은 이미지가 저장되면 전체 이미지를 지워야만 제거할 수 있다는 것이었다. 이로 인해 이러한 화면은 스크롤되는 텍스트, 애니메이션 또는 이미지의 일부가 계속 변경되는 다른 디스플레이에는 적합하지 않았다. 일부 초기 CAD 워크스테이션은 자주 변경되는 텍스트를 표시하는 비디오 단말기와 복잡한 그래픽 이미지를 표시하는 텍트로닉스 디스플레이를 모두 사용했다.
텍트로닉스는 비저장 벡터를 위한 쓰기 통과(write through) 개념을 도입했지만, 단말기 자체에 메모리가 없었기 때문에 데이터는 호스트 컴퓨터에서 지속적으로 새로 고쳐져야 했다. 단말기와 호스트 간의 통신 속도는 지원될 수 있는 새로 고쳐지는 객체의 수를 제한했으며, 종종 수십 개의 그래픽 요소 범위 내에 있었다. 또 다른 단점은 이미지가 디스플레이 화면에 "저장"되는 데 짧은 간격이 필요하여 이미지를 그릴 수 있는 최대 속도가 제한되었다는 점이다. 텍트로닉스는 이를 저장 쓰기 속도라고 불렀으며, 벡터 인치/초 단위로 측정했고, 디스플레이의 일반적인 등급은 1500에서 4000 사이였다.

## 기술적 설명

### 기계적 레이아웃
401x 시리즈는 물리적으로 바퀴 달린 카트 위에 놓인 큰 CRT 디스플레이로 구성되었다. 카트는 대부분의 전자 장치를 후면의 수직 케이스에 보관했으며, 케이스는 전면에서 열어 다양한 스위치와 점퍼에 접근할 수 있었고, 확장 카드에도 접근할 수 있었다. 인클로저 내부에서 확장 카드는 8비트 데이터 버스가 있는 36핀 카드 커넥터를 사용하는 텍트로닉스 독점 "미니버스" 시스템을 통해 연결되었다. 통신 카드 및 다양한 개선 사항 외에도 선택 사양인 "데스크톱 장착 키트"를 사용하면 CRT를 책상 위에 놓을 수 있었고, 전자 장치 카트는 최대 10 피트 (3.0 m) 떨어진 케이블로 연결되었다. 텍트로닉스 4010의 전체적인 제작 품질은 탁월했으며, 고품질 에폭시 유리섬유 재료의 금도금 보드를 사용했다.

### 인터페이스 연결
4010은 Minibus 카드를 사용하여 호스트 컴퓨터와의 통신을 처리했으며, 다양한 호스트 인터페이스를 사용할 수 있었다. 4014 단말기는 일반적으로 표준 통신 인터페이스가 설치되어 제공되었으며, RS-232 연결을 제공했지만, 가장 중요한 커넥터 핀만 지원되었다. 설정 구성은 전적으로 전기 점퍼로 처리되었으므로, 단말기가 연결된 동안 이러한 설정을 변경할 방법이 없었다. 통신 인터페이스의 대안으로 TTY 인터페이스는 단말기를 20mA 전류 루프 텔레타이프 인터페이스에 연결할 수 있게 했는데, 이는 그 시대의 메인프레임 컴퓨터에서 여전히 널리 사용되었다. 독점적인 직렬 또는 병렬 연결을 사용하는 직접 인터페이스도 대부분의 메인프레임 시스템에서 사용할 수 있었다.

### 텍스트 디스플레이
알파 모드에서 4010은 74자 35줄을 표시했다. 이 단말기는 당시 기준으로 "멍청한" 단말기로, 주소 지정 가능한 커서 위치 지정과 같은 다양한 스마트 단말기 기능이 없었다. 또한 단말기에는 중요한 데이터 버퍼링 기능이 없었으며, 많은 느린 작업으로 인해 데이터 손실이 발생할 수 있었다. 예를 들어, 캐리지 리턴은 약 100~200μs가 걸렸고, 화면 지우기 작업은 훨씬 더 오래 걸려 약 1초 정도였다. 이러한 불응기 동안 데이터가 손실되는 것을 방지하기 위해 추가 데이터 전송을 지연시키는 것은 호스트 컴퓨터의 책임이었다.
하나의 특이한 기능은 35번째 문자에서 두 번째 여백이 있어, 줄을 화면 왼쪽과 해당 중간 지점(여백 0) 사이 또는 해당 중간 지점과 화면 오른쪽(여백 1) 사이로 제한할 수 있었다. 이는 그래픽과 텍스트를 혼합하거나 두 열의 텍스트를 표시하는 데 유용했다. 열 간 전환은 주어진 열의 마지막 줄로 이동하고 키보드에서 줄바꿈을 누르면 이루어졌다. 그러면 커서는 다음 열의 맨 위에 다시 나타났다. 이러한 경계 내에서 그리기를 제한하려는 시도는 없었으므로, 적절한 지점에 CR/LF 문자를 삽입하여 줄이 여백 내에 유지되도록 하는 것은 호스트 소프트웨어의 책임이었다. 여백 0에 쓰는 텍스트 줄은 35번째 문자 이전에 CR/LF가 전송되지 않아 줄바꿈이 되지 않으면 화면 전체 길이로 확장되었지만, 같은 줄의 여백 1 영역에 있는 데이터는 나중에 쓰여지므로 위에 그려졌다.
단말기는 선택적으로 플러그인 회로 기판을 통해 두 번째 문자 세트를 지원했으며, ASCII SI 및 SO 문자로 둘 사이를 선택했다. 이는 많은 특수 문자를 사용하는 APL 언어에 필요했다.

### 그래픽 프로토콜
4010은 래스터 디스플레이가 아니었으므로 사실상 무제한의 해상도를 가졌지만, 명령 디코딩 회로가 이를 1,024 x 1,024로 제한했다. 화면이 4:3 비율이었기 때문에 세로로는 780점만 볼 수 있었다. 원점은 왼쪽 하단에 있었다.
0부터 1,023까지의 값을 인코딩하려면 10비트가 필요했다. (2^10 = 1024). 이 값들은 ASCII로 인코딩되었고, 문자당 5비트를 사용했으므로 값당 두 문자, 즉 완전한 X,Y 좌표당 4문자가 필요했다. 인코딩 방식은 ASCII 인쇄 가능한 문자 세트의 각 값에 할당하여 좌표 문자를 직렬 링크를 통해 안전하게 전송할 수 있도록 설계되었다. X 값은 십진수 64에서 95 사이의 32개 문자로 할당되었으며, 대부분 대문자였다. Y 좌표는 96에서 127 사이의 유사한 범위로 주어졌으며, 대부분 소문자였다. 위치를 ASCII 문자 코드로 변환하려면 X 값에 64를, Y 값에 96을 더했다. 둘 중 높은 비트는 32에서 63 사이의 동일한 범위였으며, 대부분 숫자와 구두점이었다.
따라서 문자에서 점을 계산하는 완전한 공식은 다음과 같다.
```
   X = 32 x (high X character ASCII value - 32) + (low X character ASCII value - 64)
   Y = 32 x (high Y character ASCII value - 32) + (low Y character ASCII value - 96)
```

설명서에는 항상 X를 Y보다 먼저, 낮은 순서 문자를 높은 순서 문자보다 먼저 계산하는 것으로 표시되어 있지만, 실제로 네 글자는 높은 Y, 낮은 Y, 높은 X, 마지막으로 낮은 X 순으로 반대로 전송되어야 했다. 예를 들어, (23, 142) 좌표를 고려해 보자. X 좌표는 0에서 31 범위에 속하므로 이동이 필요하지 않다. 23에 64를 더하면 87이 되는데, 이는 ASCII 문자 W이고, 이동이 필요 없으므로 "이동 문자"는 space이다. Y 좌표 142의 경우, 숫자를 0에서 31 범위로 다시 이동시켜야 하는데, 이는 128을 빼서 할 수 있다. 그러면 14가 남는다. 첫 번째 문자를 얻기 위해 14에 96을 더하면 110, 즉 n이 된다. 이는 128만큼 이동해야 하는데, 이는 4 x 32이므로 이동 문자는 시퀀스에서 다섯 번째(첫 번째는 0 이동, 공백) 즉, $이다. 이제 문자는 시프트-Y, Y, 시프트-X, X 순서로 정렬되므로, 전체 좌표 (23, 142)는 $n W로 인코딩된다.
이 네 개의 좌표 문자는 각각 단말기의 버퍼에 저장되며, 완전한 좌표를 수신하고 그려질 때까지 유지된다. 그리기 프로세스는 낮은 X 문자가 수신될 때 트리거되며, 단말기는 올바른 십진수 범위에 있음을 나타내는 비트 패턴을 기다림으로써 이를 찾는다. 이를 통해 높은 X가 변경되지 않은 경우 X 좌표만 전송하여 Y 좌표를 공유하는 점을 보낼 수 있는 지름길이 가능하다. 프로그래머가 주어진 좌표 세트에서 Y의 변경을 최소화하도록 데이터를 정렬하면, 심지어 낮은 X와 낮은 Y만 변경되는 점을 함께 그룹화하면 터미널로 전송되는 전체 데이터 양을 크게 줄일 수 있다. 전체적인 효과는 터미널로 전송되는 데이터 양을 거의 절반으로 줄일 수 있다.
그래픽은 ASCII 그룹 구분 문자(GS)(Control+⇧ Shift+M)를 전송하여 그래프 모드로 진입함으로써 그려진다. 그 후 단말기가 수신하는 4자(또는 그 이하)의 모든 세트는 X,Y 좌표를 정의하는 데 사용된다. GS 뒤의 첫 4자는 그래픽 커서를 배치하고, 그 이후의 모든 점은 디스플레이에 벡터를 그린다. 시스템은 여러 명령을 사용하여 텍스트 모드(문서에서는 알파 모드)로 돌아가는데, 일반적으로 유닛 구분 문자(US, Control+⇧ Shift+O)를 사용하지만, Return을 포함한 다른 여러 시퀀스도 동일한 효과를 가진다.
시스템이 그래픽 모드에서 점과 점 사이의 벡터를 그리기 때문에, 분리된 선을 그리려면 명령이 그래픽 모드로 반복적으로 진입하고 종료해야 했다. 단일 점은 원하는 좌표에서 그래프 모드로 진입하여 동일한 좌표로 0 길이 벡터를 그림으로써 그려진다.

### 그래픽 입력
그래픽 입력을 위해 단말기는 키보드에 있는 한 쌍의 썸 휠을 사용하여 커서의 위치를 제어했다. 커서는 저장 시스템이 작동할 만큼 충분한 에너지가 없는 낮은 강도의 전자 빔을 사용하여 표시되었다. 커서는 단말기의 전자 장치에 의해 동적으로 새로 고쳐졌다. 커서는 ESC(Control+⇧ Shift+K) (이것은 그래픽 모드가 켜져 있으면 끄기도 함)를 누르고 SUB(Control+Z)를 눌러 켰다. 위치는 그래픽 명령과 동일한 X,Y 인코딩을 사용하여 컴퓨터로 다시 전송되었다. 이는 ESC+SUB를 보내고 키보드의 키를 누르거나, 호스트가 ESC+ENQ를 보내 즉시 수행할 수 있었다.

### 4014 모델의 변경 사항
4014 시리즈는 여러 가지 사소한 변경 사항과 몇 가지 주요 개선 사항이 있었다.
알파 모드에서 글꼴은 다양한 줄 크기를 생성하도록 확대될 수 있었다. 원래 4010 스타일의 74자 35줄은 기본값이었거나, Esc+8로 특정하게 선택할 수 있었다. Esc+9는 더 작은 글리프를 그려 81자 38줄을 생성했고, Esc+:는 121자 58줄, 그리고 Esc+;는 133자 64줄을 생성했다. 이 모든 것은 화면에서 혼합될 수 있었다.
4010에서 커서와 그래픽 십자선은 대화형이었고, 메모리에 쓰지 않고 화면을 이동하는 데 어두운 모드를 사용했다. 이는 빔에 적은 에너지로 쓰기하여, 보일 만큼은 충분하지만 저장할 만큼은 충분하지 않도록 함으로써 이루어졌다. 4014는 사용자가 Esc+p부터 Esc+w까지의 시퀀스 중 하나를 전송하여 이 모드를 의도적으로 선택할 수 있도록 이스케이프 코드를 추가했다. 이는 그래프 모드에서 특히 유용했는데, 시스템이 이동 가능한 객체를 그릴 수 있도록 허용했지만, 깜빡임을 피하기 위해 초당 약 30회 직렬 링크를 통해 지속적으로 새로 고쳐야 하는 비용이 들었다.
이 기능은 예를 들어, 게이지의 윤곽선과 눈금 표시를 정상적으로 그려서 저장되게 한 다음, 어두운 모드를 사용하여 바늘을 대화식으로 그리는 데 사용할 수 있었다. 또한 이전에 이를 수행하는 유일한 방법이었던 그래픽 모드를 종료하고 다시 진입할 필요 없이 그래픽 커서를 새 위치로 이동하는 데도 사용할 수 있었다. Esc+h부터 Esc+o까지를 전송하면 단말기가 초점 이탈 모드로 설정되어 빔을 약간 넓게 만들고 표시된 선을 더 넓은 영역으로 분산시켜 강도를 줄여서 그렸다. 마지막으로, Esc+`부터 Esc+g까지를 전송하면 단말기가 정상 저장 모드로 돌아갔다.
4014는 특정 좌표가 완료되었음을 나타내는 실행 문자를 추가하여 그래픽 점을 입력하는 방식을 변경했다. 이를 통해 예를 들어 X 또는 Y 좌표를 변경하더라도 다른 좌표에 대해 이전에 저장된 위치는 변경하지 않을 수 있었다. 이는 상자나 특히 축과 같은 일련의 선을 그리거나, 마지막으로 저장되었거나 어두운 모드를 사용하여 이동된 것과 동일한 주소를 화면에 보내 점을 그리는 데 유용했다. X와 Y 좌표는 별도의 문자를 사용했기 때문에, 단말기는 여전히 이전 4010 형식으로 전송되는 좌표 시퀀스를 감지하고 도착하는 대로 그렸으며, 이는 이전 버전과의 호환성을 제공했다.
향상된 그래픽 모듈이 설치되면 추가 기능 세트를 사용할 수 있었다. 이 중 가장 중요한 것은 해상도를 4096x4096으로 높이는 12비트 주소 지정 기능이 추가된 것이었다. 이 역시 Y축의 상위 3120 이상 부분은 보이지 않았다. 12비트 모드에서는 높은 Y 문자와 낮은 Y 문자 사이에 추가 바이트를 삽입하기만 하면 어떤 주소든 12비트 모드로 전송할 수 있었는데, 이 추가 바이트는 낮은 Y 주소와 동일한 문자 범위를 사용했다. 향상된 그래픽 모듈이 없는 4010 시리즈 단말기 또는 4014에서는 이 추가 바이트가 다음 문자로 도착하는 실제 낮은 순서 주소에 의해 즉시 덮어쓰여지므로 아무런 효과가 없었다. 향상된 그래픽 모듈이 있는 경우 단말기는 비트 1과 2를 사용하여 일반적인 5비트 높은 순서 X 주소의 앞에 추가하고, 비트 3과 4를 사용하여 높은 순서 Y 주소에 추가했다.
향상된 그래픽 모듈의 또 다른 기능은 벡터를 그릴 때 빔을 주기적으로 방해하여 점선 생성을 가능하게 하는 회로였다. 총 5가지 패턴이 있었다. 선, 점, 점선, 짧은 점선 및 긴 점선. 이들은 특히 강도를 낮추기 위해 초점 이탈 모드와 결합하고, 한 좌표 변경 기능을 사용하여 빠르게 그릴 때 축과 눈금을 그리는 데 유용했다. 이들은 일반 4014의 그리기 모드 선택과 동일한 이스케이프 문자를 사용하여 선택되었다. 범위는 Esc+`부터 Esc+w까지였다. 예를 들어, 향상된 그래픽 모듈이 설치되지 않은 경우 ,부터 d까지의 문자를 보내면 일반 선 그리기 모드가 선택되었지만, 모듈이 설치된 경우 ,는 일반 그리기, a는 점선이 있는 일반 그리기 등이었다.
ASCII 레코드 구분 문자(RS)로 진입하는 증분 플롯은 일반 좌표를 단일 문자 방향으로 대체했다. 예를 들어, E를 보내면 위로("북쪽") 이동했다. 이는 특히 제어 바늘 및 유사한 이동 디스플레이를 그리는 데 유용했으며, 시간이 지남에 따라 단말기로 전송되어야 하는 정보의 양을 크게 줄였다.
향상된 그래픽 모듈은 두 가지 점 그리기 모드를 도입했다. 그래프 모드에 RS 대신 ASCII 파일 구분 문자(FS)로 일반 점 그리기 모드를 진입하면, 전송되는 좌표의 점만 그렸고, 그 사이의 벡터는 그리지 않았다. Esc+FS로 진입하는 특수 점 그리기 모드는 좌표에 강도 문자를 추가하여 점이 다양한 밝기를 가질 수 있고 선택적으로 빔의 초점을 흐리게 할 수 있었다.

## 비판
일부 기술 구성 요소의 선조는 텍트로닉스의 측정 장비에서 유래한다. 예를 들어, 모듈 카드는 큰 받침대 하우징에 비해 상대적으로 작다. 아마도 이것이 유사한 기능에 대해 놀랍도록 다른 설계 개념이 사용된 이유일 것이다. 한편, 벨 소리는 과도하게 설계된 것으로 보인다. 이는 완전히 디지털 방식이며, 주 크리스탈 제어 분배기 체인에서 오디오 주파수를 생성한다. 이는 필요 이상으로 훨씬 더 높은 정밀도와 안정성을 제공하지만, 어떤 사람들은 소리를 다소 둔하고 벨 소리 같지 않다고 느낄 수 있다. 다른 한편, 데이지 체인으로 연결된 텔레타이프의 직렬 클럭은 아날로그 회로로 생성된다. 이는 단일 접합 RC 발진기를 사용하는데, 이를 수동으로 110보드로 튜닝해야 했다. 이는 그다지 안정적이지 않다. 몇 시간 후 열 축적으로 인해 주파수가 직렬 회선 타이밍 오류를 유발할 만큼 충분히 표류할 수 있었다. 따라서 이 경우 분배기 체인에서 파생된 것이 훨씬 더 목적에 부합했을 것이다.

## 4010 기술 데이터
| 구조        | 키보드가 있는 받침대 |
| 디스플레이  | 74 × 35 문자 또는 1024 × 780 지점 위치.                                                                                         |
| 화면 크기   | 6.7 by 9 인치 (170 mm × 230 mm)                                                                                                 |
| 문자 집합   | 공백을 포함한 64개 인쇄 문자 |
| 키          | 52개의 타자기 키 + 십자선 제어 및 스위치                                                                                        |
| 보조 키패드 | 없음 |
| 시각 지표   | 전원 램프 + 두 개의 지시 램프                                                                                                   |
| 작동 모드   | 알파벳 숫자, 그래픽 플롯, 그래픽 입력, 인쇄                                                                                     |
| 인터페이스  | RS-232C/V.24, 텔레타이프 |
| 흐름 제어:  | 없음 |
| 통신 속도   | 110, 300, 600, 1200, 2400, 4800, 9600 비트/초                                                                                   |
| 크기        | 35.25 by 18.25 by 28.5 인치 (89.5 cm × 46.4 cm × 72.4 cm) (4010) 41.15 by 20 by 32.8 인치 (104.5 cm × 50.8 cm × 83.3 cm) (4014) |
| 무게        | 80 파운드 (36 kg) |

## 내용주
1. ↑  11인치 화면은 텍트로닉스에서 맞춤 제작되었으며, 당시의 일반적인 브라운관(CRT)에 비해 매우 평평한 디스플레이를 가졌다.[2] 나중에 나온 19인치 모델은 상업용 CRT를 사용하여 제작되었으며, 전면 곡면이 더 두드러졌다.
2. ↑  텍트로닉스 박물관에 있는 4010 중 하나(2022년 1월 기준)는 그래픽 커서를 움직이는 데 사용되는 두 개의 바퀴가 없을 수 있다. 그러나 대부분의 설명서와 마케팅 자료에는 이 바퀴에 대해 언급되어 있다. 이는 4010A 버전의 일부일 수 있다.

### 인용
1. ↑  Tektronix 1971.
2. ↑  Tektronix 1973, 260쪽.
3. ↑  Tektronix 1973, 260–263쪽.
4. 1 2  Tektronix 1973, 275쪽.
5. 1 2  Tektronix 1973, 274쪽.
6. 1 2 3  Tektronix 1973, 276쪽.
7. 1 2  〈Computer Graphics Products〉. 《Tektronix Products 1980》. 1980. 35쪽.
8. 1 2  Tektronix 1973, 273쪽.
9. ↑  Tektronix 1973, 255쪽.
10. ↑  Tektronix 1973, 269쪽.
11. ↑  《Tektronix Interactive Digital Plotters》 (PDF). Tektronix. 1981.
12. ↑  Tektronix 1971, 6쪽.
13. ↑  “Tektronix 4912”. 《ClassicCmp》.
14. ↑  《Tape Memory Links To Tektronix 4010s》. 《Computerworld》. 1975년 6월 4일. 20쪽.
15. ↑  Tektronix 1971, 4쪽.
16. ↑  Tektronix 1973, 277쪽.
17. ↑  《VT330/VT340 Programmer Reference Manual Volume 2: Graphics Programming》. DEC. May 1988.
18. ↑  《ICL A420C》 (PDF). ICL. 1991.
19. ↑  “Tektronix 4014 and 4105 Emulation” (PDF). 《Drexel University》.
20. ↑  Landau, Rubin; Fink, Jr, Paul; Johnson, Melanie; Maestri, Jon. “xterm: Tektronix 4014 Emulator”. 《Coping With Unix, A Survival Guide》.
21. ↑  Watson, Andrew (1986). 《Temporal Sensitivity》 (PDF). 《Sensory Processes and Perception》. 2016년 3월 8일에 원본 문서 (PDF)에서 보존된 문서.
22. ↑  Richard Shoup (2001). “SuperPaint: An Early Frame Buffer Graphics System” (PDF). IEEE Annals of the History of Computing. 2004년 6월 12일에 원본 문서 (PDF)에서 보존된 문서.
23. ↑  "Computer Display Review", Keydata Corp., March 1970, pp. V.1980, V.1964
24. 1 2 3 4  《Tektronix: Three Kinds of Storage》. 《Tekscope》. July 1972.
25. ↑  Hamilton, Rosemary (1985년 12월 30일). 《One company's story》. 《Computerworld》.
26. ↑  Tektronix 1974, 1–2, A-2쪽.
27. ↑  Tektronix 1974, D-8쪽.
28. 1 2  Tektronix 1974, E-1쪽.
29. ↑  Tektronix 1974, A-6쪽.
30. ↑  Tektronix 1974, 2-9쪽.
31. ↑  Tektronix 1974, 2-7쪽.
32. ↑  Tektronix 1974, 3-28쪽.
33. ↑  Tektronix 1974, C-1–C-4쪽.
34. 1 2 3 4 5  Tektronix 1974, 3-27쪽.
35. ↑  Tektronix 1974, 3-26쪽.
36. ↑  Tektronix 1974, 1–7, 1–8쪽.
37. ↑  Tektronix 1974, 3-24쪽.
38. ↑  Tektronix 1974, 3-25쪽.
39. 1 2  Tektronix 1974, 2–8, 2–9쪽.
40. 1 2  Tektronix 1974, F-4쪽.
41. ↑  Tektronix 1974, F-6쪽.
42. ↑  Tektronix 1974, F-7쪽.
43. ↑  Tektronix 1974, F-8쪽.
44. ↑  Tektronix 1974, TC1 Block Diagram쪽.
45. ↑  Tektronix 1972b, 1-3쪽.
46. ↑  “The Tektronix 4010 Graphics Terminal”. 090527 columbia.edu

### 참고 문헌
- 《Tektronix 4014 and 4014-1 Computer Display Terminal User's Manual》 (PDF). Tektronix. July 1974. Manual part no. 070-1647-00.
- 《4014, 4014-1, 4015, 4015-1 SN B050000 and UP Computer Display Terminal Service Manual》 (PDF). Tektronix. August 1979. Manual part no. 070-2303-00.
- 《Tektronix 4010 Computer Display Terminal》 (PDF). Beaverton, OR: Tektronix. 1972.
- 《Tektronix Products 1973》 (PDF). Tektronix. 1973.
- 《TTY-Port Interface for 4010-Series Terminals》. Tektronix. 1975. Manual part no. 021-0071-0.